# 3. децембар
3. децембар (3.12.) је 337. дан године по грегоријанском календару (338. у преступној години). До краја године има још 28 дана.

## Догађаји
- 1694 — У Енглеској усвојен закон према којем ће Парламент бити биран сваке треће године.
- 1800 — Француска војска под командом Жана Мороа је поразила аустријско-баварску војску у бици код Хоенлиндена.
- 1910 — У Паризу први пут приказана неонска лампа коју је изумео француски физичар Жорж Клод.
- 1912 — Турска, Бугарска, Србија и Црна Гора склопиле примирје у Првом балканском рату. Рат настављен 3. фебруара 1913, а ново примирје успостављено 23. априла, када су обновљени и мировни преговори у Лондону.
- 1914 — После повлачења, одмора и прегруписања српске војске током Колубарске битке, генерал Живојин Мишић наређује контраофанзиву.
- 1944 — У Атини су почеле борбе између ЕЛАС-а и владиних снага припомогнутим британском војском, што је био почетак Грчког грађанског рата.
- 1962 — Едит Спарлок Сампсон ступила на дужност судије у општинском суду у Чикагу, као прва црнкиња на месту судије у САД.
- 1967 — Јужноафрички хирург Кристијан Барнард у болници „Гроте Шур“ у Кејптауну први пут у историји медицине извршио трансплантацију срца. Пацијент Луис Вашкански потом, са срцем једне 25-годишње девојке страдале у саобраћајној несрећи, живео 18 дана.
- 1971 — Нападом пакистанског ваздухопловства на индијске аеродроме почео је Индијско-пакистански рат због Кашмира.
- 1973 — Сонда Пионир 10 је послала на Земљу прве слике Јупитера из близине.
- 1984 — У граду Бопал у Индији око 4.500 људи умрло, 500 ослепело, а 50.000 отровано гасом исцурелим из фабрике пестицида „Јунион карбајд“.
- 1989 — После пада Берлинског зида у Источној Немачкој оставке поднели лидер Јединствене социјалистичке партије Немачке Егон Кренц и сви чланови партијског Политбироа и Централног комитета владајуће партије.
- 1993 — Завршава се шаховски турнир у Тилбургу, Холандија. Побеђује Анатолиј Карпов.
- 1995 — Бивши председник Јужне Кореје Чун До Хван ухапшен под оптужбом да је одговоран за масакр у граду Квангџу у мају 1979, када је војска убила више од 200 демонстраната.
- 1997 — У Отави су представници 122 земље потписали Конвенцију о забрани противпешадијских мина.
- 2005 — У Београдском Дому омладине основан је локални огранак Викимедијине задужбине (Wikimedia Foundation) - Wikimedia Србије и Црне Горе, као пети огранак у свету.

## Рођења
- 1368 — Шарл VI Луди, француски краљ (1380—1422). (прем. 1422)
- 1844 — Владан Ђорђевић, српски лекар, књижевник, политичар и дипломата. (прем. 1930)[1]
- 1447 — Бајазит II, османски султан. (прем. 1512)
- 1800 — Франце Прешерен, словеначки песник. (прем. 1849)[2]
- 1857 — Џозеф Конрад, енглески књижевник пољског порекла. (прем. 1924).[3]
- 1869 — Слободан Јовановић, српски правник, историчар, књижевник и политичар, председник Српске краљевске академије. (прем. 1958)[4]
- 1883 — Антон Веберн, аустријски композитор и диригент. (прем. 1945)[5]
- 1886 — Мане Сигбан, шведски физичар, добитник Нобелове награде за физику (1924). (прем. 1978)[6]
- 1887 — Светолик Гребенац, српски адвокат и новинар. (прем. 1957)
- 1918 — Виктор Бубањ, учесник Народноослободилачке борбе, генерал-пуковник авијације ЈНА и народни херој Југославије. (прем. 1972)
- 1923 — Стјепан Бобек, хрватски фудбалер и фудбалски тренер. (прем. 2010)[7]
- 1924 — Џон Бекус, амерички информатичар. (прем. 2007)[8]
- 1930 — Жан-Лик Годар, француско-швајцарски редитељ и сценариста. (прем. 2022)[9]
- 1932 — Кори Брокен, холандска певачица. (прем. 2016)[10]
- 1942 — Педро Роча, уругвајски фудбалер и фудбалски тренер. (прем. 2013)[11][12][13]
- 1946 — Јоп Зутемелк, холандски бициклиста.[14][15]
- 1948 — Ози Озборн, енглески музичар. (прем. 2025)[16]
- 1960 — Џулијен Мур, америчка глумица и ауторка књига за децу.[17]
- 1960 — Дарил Хана, америчка глумица.[18]
- 1965 — Катарина Вит, немачка клизачица на леду.[19]
- 1968 — Брендан Фрејзер, америчко-канадски глумац.[20]
- 1970 — Алберт Андијев, руски добровољац и снајпериста у 549. моторизованој бригади Приштинског корпуса Војске Југославије за време рата на Косову и Метохији и НАТО агресији на Југославију 1999. године, као и учесник сукоба у Македонији 2001. године. (прем. 2021)
- 1970 — Кристијан Карембе, француски фудбалер.[21]
- 1971 — Хенк Тимер, холандски фудбалер.
- 1973 — Холи Мари Коумс, америчка глумица и продуценткиња.[22]
- 1974 — Албена Денкова, бугарска клизачица.[23]
- 1974 — Трина, америчка хип-хоп музичарка и ТВ личност.[24]
- 1977 — Адам Малиш, пољски ски скакач.[25][26][27][28]
- 1977 — Ксенија Пајчин, српска певачица, плесачица и модел. (прем. 2010)
- 1981 — Давид Виља, шпански фудбалер.[29][30]
- 1982 — Микаел Есјен, гански фудбалер.[31]
- 1985 — Маркус Вилијамс, амерички кошаркаш.[32][33][34]
- 1985 — Аманда Сајфред, америчка глумица, музичарка и модел.[35]
- 1995 — Срђан Плавшић, српски фудбалер.[36][37]

## Смрти
- 1888 — Карл Цајс, немачки оптичар, оснивач компаније Carl Zeiss AG. (рођ. 1816)[38]
- 1894 — Роберт Луис Стивенсон, шкотски писац, песник, есејиста и путописац. (рођ. 1850)[39]
- 1919 — Пјер Огист Реноар, француски сликар. (рођ. 1841)[40]
- 1952 — Милан Грол, српски књижевник, драматург, есејиста и политичар. (рођ. 1876)[41]
- 1976 — Марко Фотез, југословенски редитељ, театролог и књижевник. (рођ. 1915)[42]
- 1989 — Фернандо Мартин, шпански кошаркаш. (рођ. 1962)
- 1978 — Љубинка Бобић, српска глумица. (рођ. 1897)
- 2012 — Злата Петковић, српска глумица, модел, певачица и ТВ водитељка, Мис Југославије (1971). (рођ. 1954)
- 2018 — Милена Дапчевић, српска глумица. (рођ. 1930)
- 2021 — Момчило Вукотић, српски фудбалер и фудбалски тренер. (рођ. 1950)

## Празници и дани сећања
- Међународни дан особа са инвалидитетом

Српска православна црква данас слави
- Преподобни Григорије Декаполит (Претпразништво Ваведења)
- Свети Прокл, патријарх Цариградски
- Свети мученици Јевстатије, Теспесије и Анатолије
- Свети Исак, архиепископ Јерменски
- Свете три девице
- Свети мученик Дасије
- Свети Нирса и Јосиф
- Свети Јован, Саверије, Исакије, Ипатије и други с њима
- Свети мученици Теитазет, Сасаније, Ноилмарије и Заруандин
- Свете мученице Текла, ваута, Денахиса, Тентуа, Мама, Малохија, Ана, Нана, Аста и Малаха
- Свети Теокист исповедник